# Hoon Thien How
Dans ce nom, le nom de famille, Hoon, précède le nom personnel.
Pour les articles homonymes, voir Hoon.
Hoon Thien How, né le 24 décembre 1986 à Kuala Lumpur, est un joueur malaisien de badminton.

## Carrière
En double messieurs avec Tan Boon Heong, il est médaillé d'argent aux Championnats d'Asie de badminton en 2006.